# Ali Khan
Le prince Ali Khan (ou prince Aly Khan,), né le 13 juin 1911 à Turin et mort le 12 mai 1960 à Suresnes, est le fils de l'Aga Khan III et le père de Karim Aga Khan IV. Représentant du Pakistan, il a été vice-président de l'Assemblée générale des Nations unies.

## Biographie
Né à Turin, le prince Ali Salman Khan est le fils aîné de l'Aga Khan III par sa deuxième épouse, l'Italienne Cleope Teresa Magliano (1888-1926). Le 18 mai 1936, il épouse Joan Yarde-Buller (1908–1997), fille de John Yarde-Buller (3e baron Churston), divorcée quelques jours auparavant de Loel Guinness, membre du Parlement britannique. Peu avant les noces, la fiancée se convertit à l'Islam et prend le nom de Tajuddawlah (signifiant "Couronne du royaume"). Le couple a deux enfants, le prince Karim, futur Aga Khan IV (1936-2025) et le prince Amyn Aga Khan, né le 12 septembre 1937 à Genève.
En 1939, il s'engage dans l'armée française comme lieutenant de la Légion étrangère et sert au Moyen-Orient, dans l'armée du Levant, où il est affecté au 2e bureau. En juin 1940, rejetant l'armistice franco-allemand, il rejoint Le Caire, où les Britanniques l'incorporent avec le grade de major. Après la campagne de Syrie (1941), il sert auprès du général Catroux en qualité d'aide de camp et d'officier de liaison.
Au sortir de la guerre, il a plusieurs liaisons extra-conjugales connues de tous, dont une liaison marquante avec Pamela Churchill.
Il divorce de Joan Yarde-Buller en 1949 et se remarie peu de temps après, le 27 mai 1949, au château de l'Horizon à Vallauris (Alpes-Maritimes), avec l'actrice américaine Rita Hayworth (née Margarita Carmen Cansino), ex-épouse d'Orson Welles, et ils ont ensemble une fille, la princesse Yasmin Aga Khan. Mais le conte de fées est de courte durée, et à la suite des nombreuses infidélités du prince, le couple divorce en 1953. Il a alors une nouvelle relation avec une autre star américaine, Gene Tierney, dont la vie sentimentale est une suite d'échecs, mais le père du prince Ali Khan s'oppose formellement à leur mariage, estimant que son fils, en tant qu'autorité morale et religieuse, ne peut épouser successivement deux stars d'Hollywood[réf. nécessaire]. Par la suite, il vit jusqu'à sa mort avec le top-model Bettina (Simone Micheline Graziani). Ses démêlés conjugaux sont largement relayés dans la presse et lui valent une réputation sulfureuse. Pour cette raison, son père, l'Aga Khan III, ne le choisit pas pour lui succéder[réf. nécessaire] et lui préfère son fils Karim, le futur Aga Khan IV.
Passionné de courses hippiques comme son père, il reprend l'écurie familiale et remporte le Prix de l'Arc de Triomphe en 1959 avec Saint-Crespin.
Le 12 mai 1960, il est victime d'un accident de voiture mortel sur le boulevard Henri-Sellier à Suresnes, près de Paris, alors qu'il se rendait, non loin de là, chez son demi-frère le prince Sadruddin. Gravement blessé au thorax, il est transporté vers l'hôpital Foch de Suresnes, mais meurt au cours du trajet. Selon un article de presse, les deux véhicules dont celui qu'il conduisait — une Lancia Flaminia 2500 GT Touring —, circulant en sens inverses, se seraient heurtés sans qu'aucun des conducteurs n'ait eu le temps de freiner. Ali Khan aurait été, d’après certains témoignages, gêné par une voiture roulant à sa droite,. Les deux personnes qui accompagnaient Ali Khan, sa compagne le mannequin Bettina, et son chauffeur, alors simple passager, sont blessés dans la collision mais survivent.